# O Campeão da Legalidade
O Campeão da Legalidade foi um jornal brasileiro editado em Porto Alegre durante a Revolução Farroupilha.
Tinha como redatores Pedro Rodrigues Fernandes Chaves e Davi José de Estrela, foi um jornal de tendências legalistas, mas constantemente envolvido em polêmicas contra o presidente da província. Em 1838 sua tipografia foi invadida e danificada por quatro indivíduos, prejudicando a circulação do jornal.
Iniciou sua circulação em 4 de fevereiro de 1837, encerrando suas atividades provavelmente em 31 de julho de 1839. Era impresso na gráfica de Joseph Girard.